# Drapelul Sfântului Vicențiu și Grenadine

Drapelul Sfântului Vicențiu și Grenadine -- Proporțiile steagului - 2:3

Actualul drapel al statului Sfântul Vicențiu și Grenadine a fost adoptat la 21 octombrie 1985. 

## Descriere
Drapelul este compus din trei benzi verticale:
- în stânga, o bandă albastră reprezintă cerul tropical
- în mijloc, o bandă galbenă simbolizează nisipul
- pe partea dreaptă, o bandă verde pentru culoarea vegetației luxuriante a insulei.

Trei diamante verzi sunt plasate în mijlocul steagului, formând un "V" pentru numele Vincent. Aceste diamante sunt o reamintire a metaforei care compară insulele cu "bijuteriile Indiilor de Vest".

## Drapele istorice
Primul steag al țării era cel colonial și compus din steagul albastru britanic asociat cu stema țării.

Steagul colonial până în 1979
1979 - 1985
martie - octombrie 1985